# إتش تي سي بيوتيرفلي S (موبايل)
إتش تي سي بيوتيرفلي S (بالإنجليزية: HTC Butterfly S)‏ هو هاتف ذكي من إتش تي سي يعمل بنظام أندرويد، تم طرحه في الأسواق في يونيو 2013.

## الخصائص
- نظام التشغيل: أندرويد
- الكاميرا الأمامية: 4 ميجابكسل
- الكاميرا الخلفية: 2.1 ميجابكسل
- الشاشة: إل سي دي
- الوزن: 160 غ (5.6 أونصة)
- المعالج: 1.9 جيجا هرتز رباعي النواة
- الذاكرة: 2 جيجابايت
- التخزين: 16 جيجابايت